# سولوای کرای

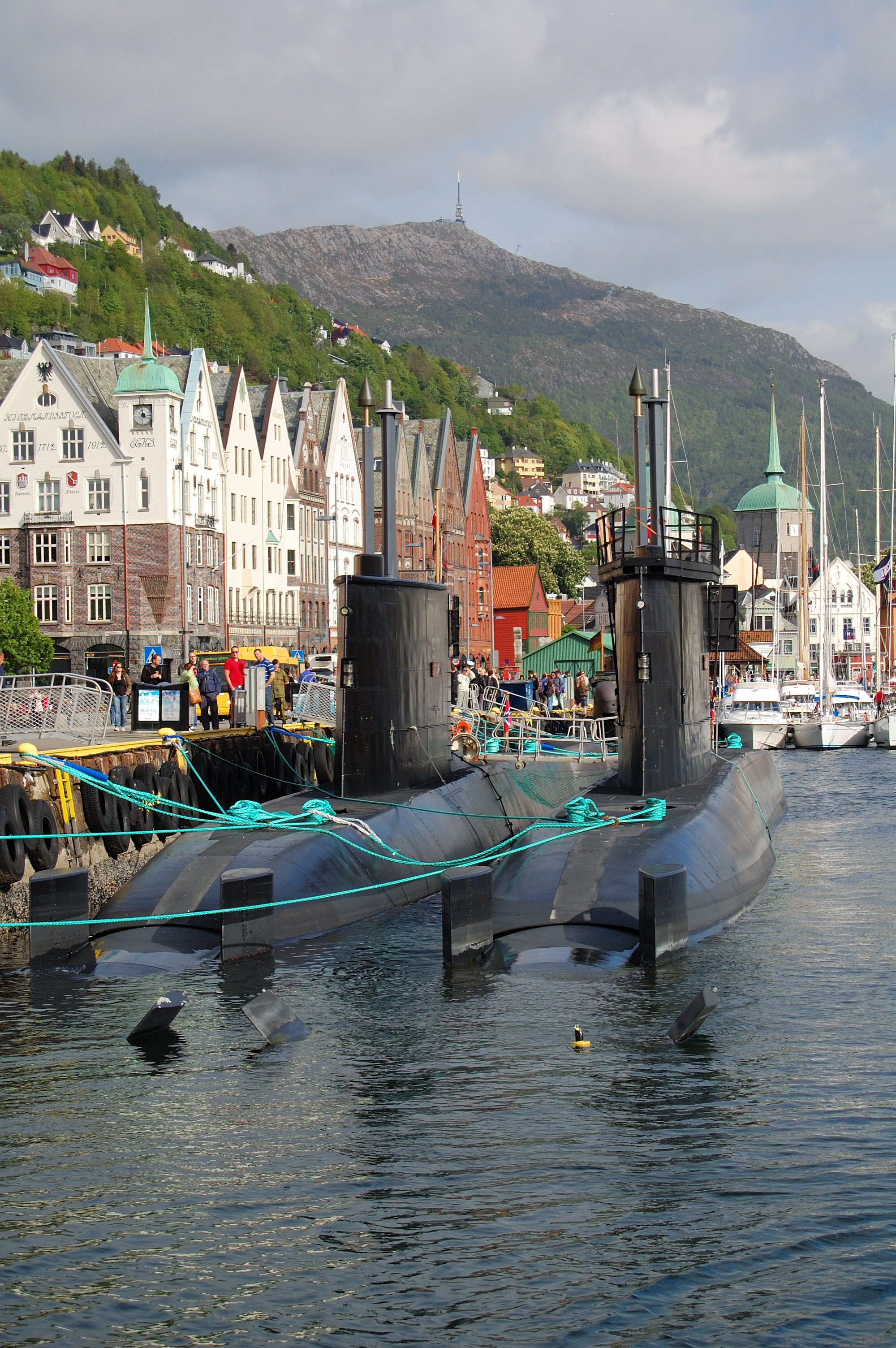
تصویری از شهر

سولوای کرای (زاده ۲۰ مارس ۱۹۶۳) افسر ارشد نیروی دریایی سلطنتی نروژ است.
کرای در سال ۱۹۸۹ از آکادمی نیروی دریایی نروژ فارغ‌التحصیل شد. وی اولین افسر زن فرمانده زیردریایی کلاس کوبن (۱۱ سپتامبر ۱۹۹۵) در جهان است. او همچنین اولین زن فرمانده نیروی دریایی سلطنتی نروژ بود.